# Na niebie i na ziemi
Na niebie i na ziemi – polski film psychologiczny z 1973 roku na podstawie powieści Jerzego Korczaka Jak na niebie, tak i na ziemi oraz opowiadania Bogdana Madeja Miecz i kądziel.
Film zrealizowano przy współpracy jednostek lotniczych, a szczególnie 1 pułku lotnictwa myśliwskiego z Mińska Mazowieckiego.

## Obsada aktorska
- Piotr Fronczewski − major Zygmunt Grela
- Andrzej Chrzanowski − major Janusz Horycki
- Monika Niemczyk − Krystyna Grela, żona Zygmunta
- Gustaw Lutkiewicz − major Marcin Kosowicz, starszy lekarz pułku
- Kazimierz Meres − pułkownik Jerzy Blicharski, dowódca pułku
- Andrzej Grąziewicz − major Czerny, kierownik lotów
- Arkadiusz Bazak − dowódca w retrospekcji
- Jerzy Braszka

## Zdjęcia
- Mińsk Mazowiecki, drogowy odcinek lotniskowy Kliniska.